# Фінн мак Блаха
Фінн мак Блаха — (ірл. — Finn mac Blatha) — верховний король Ірландії (за середньовічною ірландською історичною традицією). Час правління: 725—705 до н. е. (згідно «Історії Ірландії» Джеффрі Кітінга) або 952—930 до н. е. згідно хроніки Чотирьох Майстрів. Син Блаха, онук Лабрайда Конделга, правнук Кайпре, праправнук Оллома Фотли. Прийшов до влади вбивши попереднього верховного короля Ірландії — Еоху Апхаха, чиє жахливе правління супроводжувалось епідемією чуми. Правив Ірландією протягом двадцяти чи двадцяти двох років, чи навіть тридцяти років (за різними джерелами). Був вбитий Сетна Іннаррайдом — сином Бреса Рі. «Книга захоплень Ірландії» синхронізує його правління з правлінням Дарія Великого в Персії (522—485 до н. е.), що сумнівно.